# Esmeralda Velasco
Esmeralda Velasco es una periodista española.

## Biografía
Comenzó su trayectoria profesional en 1984 en “El Primero de la Mañana” del que llegó a ser subdirectora. Posteriormente fue nombrada corresponsal política y parlamentaria de Antena 3 Radio hasta 1989.
Fue después uno de los primeros rostros que aparecieron frente a la pantalla de la entonces recién creada cadena de televisión Antena 3. Velasco se puso al frente del informativo Antena 3 Noticias en su edición de las 15 horas con Félix Bayón desde el inicio de las emisiones de la cadena en enero de 1990 y más adelante pasó a la edición 21 horas, junto al periodista Roberto Arce.
Sin embargo, los resultados de audiencia no alcanzaron los resultados esperados. Entre febrero y abril de 1991, el informativo alcanzaba únicamente 682.000 espectadores, lo que equivalía a una cuota de pantalla del 8'9%. 
En mayo de ese año Velasco solicitó su traslado al Centro Territorial de la cadena en Valencia, donde además contraería matrimonio. Continuó en ese puesto durante años, y así cuando en 1996 la cadena practicó un sistema de desconexiones simultáneas a nivel regional para dar paso a informativos locales, ella se hizo cargo del espacio Comunidad Valenciana a fondo.
Un año después elaboró para la emisión nacional de Antena 3 un programa especial sobre el conocido como Crimen de Alcácer.  
A partir de 1999 retomó las labores de presentación de un espacio informativo sólo para la Comunidad Valenciana, siempre dentro de la propia Antena 3, cadena en la que permanece hasta 2004.
En 2004 volvió a la radio Onda Cero, como directora de contenidos del programa Gomaespuma hasta 2007. Junto a Guillermo Fesser y Juan Luis Cano ha realizado programas en directo desde  Sri Lanka , Senegal o China. 
Ha presentado varias ediciones del Premio Planeta , la Mostra Cinema del Mediterráneo, y actos en el Centro Reina Sofía Para El Estudio De La Violencia o Unicef. 
Ha sido columnista de El Mundo en su edición de la Comunidad Valenciana durante dos años bajo el título El color del cristal  y ha colaborado esporádicamente y para hablar sobre temas de actualidad en  Telecinco.
Es miembro de la APM (Asociación de la Prensa de Madrid)